# Max Sandlin

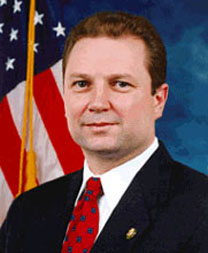
Max Sandlin

Max A. Sandlin (* 29. September 1952 in Texarkana, Arkansas) ist ein US-amerikanischer Politiker. Zwischen 1997 und 2005 vertrat er den Bundesstaat Texas im US-Repräsentantenhaus.

## Werdegang
Max Sandlin besuchte die Atlanta High School in Texas. Danach studierte er bis 1975 an der Baylor University in Waco. Nach einem anschließenden Jurastudium an derselben Universität und seiner 1978 erfolgten Zulassung als Rechtsanwalt begann er als Jurist zu arbeiten. Zwischen 1986 und 1996 fungierte er an verschiedenen Gerichten in Texas als Richter. Danach praktizierte er als privater Rechtsanwalt. Außerdem war er im Bankgewerbe und auf dem Energiesektor tätig.
Politisch schloss sich Sandlin der Demokratischen Partei an. Bei den Kongresswahlen des Jahres 1996 wurde er im ersten Wahlbezirk von Texas in das US-Repräsentantenhaus in Washington, D.C. gewählt, wo er am 3. Januar 1997 die Nachfolge von Jim Chapman antrat. Nach drei Wiederwahlen konnte er bis zum 3. Januar 2005 vier Legislaturperioden im Kongress absolvieren. Dort war er zeitweise Mitglied im Committee of Ways and Means, im Finanzausschuss und im Ausschuss für Verkehr und Infrastruktur. In seine Zeit als Abgeordneter fielen die Terroranschläge am 11. September 2001, der Irakkrieg und der Militäreinsatz in Afghanistan. Im Jahr 2004 unterlag er dem Republikaner Louie Gohmert.
Max Sandlin ist mit der  ehemaligen Kongressabgeordneten Stephanie Herseth Sandlin aus South Dakota verheiratet. Er hat fünf Kinder und ein Enkelkind.